# سكوت فوكس
سكوت فوكس (بالإنجليزية: Scott Fox) (28 يونيو 1987 في المملكة المتحدة - ) هو لاعب كرة قدم بريطاني في مركز حراسة المرمى. شارك مع منتخب اسكتلندا تحت 20 سنة لكرة القدم. أما مع النوادي، فقد لعب مع كوين أوف ساوث ونادي بارتيك ثيسل ونادي دندي ونادي روس كاونتي ونادي سلتيك ونادي إيست فيف.

## وصلات خارجية
- سكوت فوكس على موقع الاتحاد الإسكتلندي (الإنجليزية)
- سكوت فوكس على موقع قاعدة بيانات كرة القدم.إي يو (الإنجليزية)
- سكوت فوكس على موقع Soccerbase.com (لاعب) (الإنجليزية)
- سكوت فوكس على موقع Soccerway.com (الإنجليزية)
- سكوت فوكس على موقع عالم كرة القدم.نت (الإنجليزية)